# Hollywood (canción de Madonna)
«Hollywood» es una canción interpretada por la cantante estadounidense Madonna, incluida en su noveno álbum de estudio, American Life. Compuesta y producida por Madonna y Mirwais Ahmadzaï, fue publicada como el segundo sencillo del álbum entre los días 3 y 8 de julio de 2003, en formato CD Maxisencillo (un sencillo con varios remixes de la canción). No ingresó en el Billboard Hot 100 de Estados Unidos (el primero en no hacerlo en 20 años), pero tuvo mejor desempeño en otros mercados como el británico (donde llegó al n.º 2).

## Información general
La canción es la continuación del sencillo «American Life», donde Madonna se dedica a criticar el modo de vida americano hablando del fascinante mundo de Hollywood, aunque a diferencia del anterior no contiene ningún mensaje antiguerra. «Hollywood» se convirtió en el primer sencillo de Madonna en no entrar en el Billboard Hot 100 desde su primera aparición en la lista veinte años atrás con su sencillo «Holiday», lo que se puede traducir como un fracaso en los Estados Unidos pero no en el resto del mundo donde debutó en el puesto número dos en el Reino Unido, el tercer top 5 consecutivo que ha tenido en ese país. Fue número 5 en Canadá y 16 en Australia.
Madonna habla acerca de esta canción:

Para mi es como una metáfora. Es la ciudad de los sueños y de lo superficial. Es el lugar donde uno va y desvía su atención de las cosas que son realmente importantes en la vida. En Hollywood puedes perder tu memoria y tu visión del futuro. Puedes perderlo todo porque podrías perderte a ti mismo

El sencillo contiene remezclas creadas por Jacques Lu Cont, The Micronauts, Paul Oakenfold, Deepsky y Victor Calderone.
En 2005 la canción fue interpretada por el controvertido roquero Marilyn Manson durante su gira "Against All Gods Tour". En 2004 el grupo punk-dance CSS grabó una versión de la canción.
Madonna presentó en vivo «Hollywood» en el especial de MTV llamado "On Stage And On Record" en Nueva York. Después la cantó en los MTV Video Music Awards 2003, junto a Britney Spears y Christina Aguilera; durante la presentación, Madonna besó en los labios a Spears y Aguilera, lo que generó una gran controversia y publicidad. También estuvo incluida en la gira Re-Invention World Tour en 2004 como un interludio instrumental donde solo los bailarines aparecían en el escenario mientras Madonna cambiaba su vestuario.

## Vídeo musical
El vídeo musical de "Hollywood" fue filmado entre los días 2-3 de junio de 2003 en los Estudios Universal en Universal City, California y estuvo dirigido por Jean-Baptiste Mondino. En Estados Unidos se estrenó el 23 de junio de 2003 en VH1 (junto con el "making of" del vídeo), mientras que al día siguiente se estrenó en Yahoo y el 27 en MTV.
El vídeo es una crítica del superficial mundo de Hollywood que forma parte de la cultura estadounidense. Se muestran escenas de Madonna recibiendo inyecciones de botox, que actualmente es un símbolo de superficialidad característico de las celebridades hoy en día. El video se basó en recrear famosas fotografías tomadas por Guy Bourdin. Cabe mencionar que después de que se estrenó el video, Samuel Bourdin, hijo de Guy, no consideró el vídeo como un homenaje, sino como un plagio y demandó a Madonna por el uso de imágenes sin el consentimiento del autor (infracción de copyright). Además Madonna en reiteradas ocasiones ya lo ha hecho sin problema alguno, pero esta vez Samuel quería que se le pagaran $600,000 dólares estadounidenses.
Existen dos videos remix oficiales de "Hollywood" que también fueron publicados: el "Aviddiva Remix" creado por Dustin Robertson es el más popular de los dos remixes y contiene imágenes inéditas del rodaje. El segundo video remix se titula "Paul Oakenfold Edit" que fue publicado por Warner Bros. Records solo como promocional y consiste principalmente en imágenes del video original.

## "Into the Hollywood Groove"
En agosto de 2003, la canción fue mezclada con "Into the Groove" incluyendo la participación de Missy Elliot bajo el título de "Into the Hollywood Groove" como parte de una campaña promocional para la tienda de ropa GAP. Las copias del CD promocional eran entregadas a los clientes, y no estaba disponible como compra individual. Una versión extendida (The Passengerz Mix) fue también grabada y aparece en la recopilación Remixed & Revisited. También fue grabado un video promocional. Además una parodia del comercial fue incluida en MADtv.

## Formatos
Alemania CD Single
1. «Hollywood» (Radio Edit) — 3:42
2. «Hollywood» (The Micronauts Remix) — 6:25

Reino Unido 12" Vinilo
- A1 «Hollywood» (Radio Edit) — 3:42
- A2 «Hollywood» (Jacques Lu Cont's Thin White Duck Mix) — 7:09
- B «Hollywood» (Oakenfold Full Remix) — 7:01

CD Single 1
1. «Hollywood» (Radio Edit) — 3:42
2. «Hollywood» (Oakenfold Full Remix) — 7:01
3. «Hollywood» (Deepsky's Home Sweet Home Vocal Remix) — 7:34

CD Single 2
1. «Hollywood» (Radio Edit) — 3:42
2. «Hollywood» (Jacques Lu Cont's Thin White Duck Mix) — 7:09
3. «Hollywood» (The Micronauts Remix) — 6:25

/Reino Unido/Estados Unidos 2 x 12" Vinilo
- A1 «Hollywood» (The Micronauts Remix) — 6:25
- A2 «Hollywood» (Oakenfold Full Remix) — 7:01
- B «Hollywood» (Calderone & Quayle Glam Mix) — 9:22
- C1 «Hollywood» (Jacques Lu Cont's Thin White Duck Mix) — 7:09
- C2 «Hollywood» (Oakenfold 12" Dub) — 7:01
- D «Hollywood» (Deepsky's Home Sweet Home Vocal Remix) — 7:34

Estados Unidos Maxi CD
1. «Hollywood» (Radio Edit) — 3:42
2. «Hollywood» (Jacques Lu Cont's Thin White Duck Mix) — 7:09
3. «Hollywood» (The Micronauts Remix) — 6:25
4. «Hollywood» (Oakenfold Full Remix) — 7:01
5. «Hollywood» (Deepsky's Home Sweet Home Vocal Remix) — 7:34
6. «Hollywood» (Calderone & Quayle Glam Mix) — 9:22

### Formatos "Into The Hollywood Groove"
Suecia Promo CD
1. Into The Hollywood Groove (The Passengerz Mix) — 3:43

GAP Promo CD
1. Into The Hollywood Groove — 1:14
2. «Hollywood» (Jacques Lu Cont's Thin White Duck Mix) — 7:09

## Posición en listas
"Hollywood" tuvo un desempeño comercial pobre en  la lista Billboard Hot 100 de Estados Unidos, convirtiéndose en el primer sencillo de Madonna desde "Holiday" que no logra entrar en esta lista.
"Hollywood" fue publicada como sencillo en el momento en el que varias estaciones de radios americanas se negaban a transmitir las últimas canciones de Madonna, debido a la crítica y el rechazo de la Invasión de Irak en 2003. La dura reacción mediática y en el público estadounidense afectó su carrera a partir de entonces en el país y ningún otro sencillo de American Life ingresaría en listas comerciales. Sin embargo, "Hollywood" llegó al n.º 1 de la lista bailable, Hot Dance Club Play.
A pesar del poco impacto en Estados Unidos, "Hollywood" logró posicionarse en el Top 20 de la mayoría de las listas internacionales, en Reino Unido alcanzó el puesto n.º 2 (pero cayó al puesto 15 en la segunda semana).

## Listas de popularidad
| Lista (2003)                     | Máxima posición |
| -------------------------------- | --------------- |
| Alemania Top 100 Singles         | 21              |
| Australia ARIA Top 50 Singles    | 16              |
| Austria Top 75 Singles           | 34              |
| Brasil Top 100 Singles           | 21              |
| Canadá Billboard Top 100 Singles | 5               |
| España Top 20 Singles            | 2               |
| Eurochart Hot 100 Singles        | 3               |
| Francia Top 100 Singles          | 22              |
| Irlanda Top 50 Singles           | 10              |
| Italia Top 50 Singles            | 3               |

| Lista (2003)                                   | Máxima posición |
| ---------------------------------------------- | --------------- |
| Reino Unido Top 75 Singles                     | 2               |
| México Top 100 Singles                         | 23              |
| Suecia Top 60 Singles                          | 19              |
| Suiza Top 100 Singles                          | 15              |
| Billboard Singles Sales de EE. UU.             | 4               |
| Billboard Hot Dance Singles Sales de EE. UU.   | 1               |
| Billboard Hot Dance Music/Club Play de EE. UU. | 1               |
| Billboard Pop 100 de EE. UU.                   | 90              |